# Xylomimetes
Xylomimetes is een geslacht van vlinders van de familie sikkelmotten (Oecophoridae), uit de onderfamilie Xyloryctinae.

## Soorten
- X. scholastis Turner, 1916
- X. trachyptera (Turner, 1900)